# Жоел Батс
Жоел Батс (на френски: Joël Bats) е френски футболен вратар. Дългогодишен състезател на националния отбор по футбол на Франция от 80-те години. Европейски шампион от Евро 84  и бронзов медалист от Мондиал 86. В четвъртфинала на това първенство срещу отбора на Бразилия спасява дузпа през второто полувреме на Зико. Срещата завършва наравно 1–1 в редовното време, но при дузпите Франция е краен победител. На клубно ниво е носил екипите на Сошо, Оксер и Пари Сен Жермен. С основен принос за първата титла на „парижани“ през 1986 г. Слага край на активната си състезателна кариера през 1992 г., за да започне работа в клуба, първоначално като треньор на вратарите в щаба на португалеца Артур Жорже, а по-късно като асистент на Луис Фернандес. През 1997 г. е назначен за старши треньор на мястото на подалия оставка бразилец Рикардо Гомеш. След разочароващо представяне в края на сезона е заменен от Ален Жирес. За кратко води скромния Шатору. От 2004 г. е треньор на вратарите в Олимпик Лион.

## Успехи
ПСЖ
- Шампион на Франция (1): 1985–86

 Франция
- Европейски шампион (1): Евро 84
  - 3-то място – Мондиал 86